# Harwa

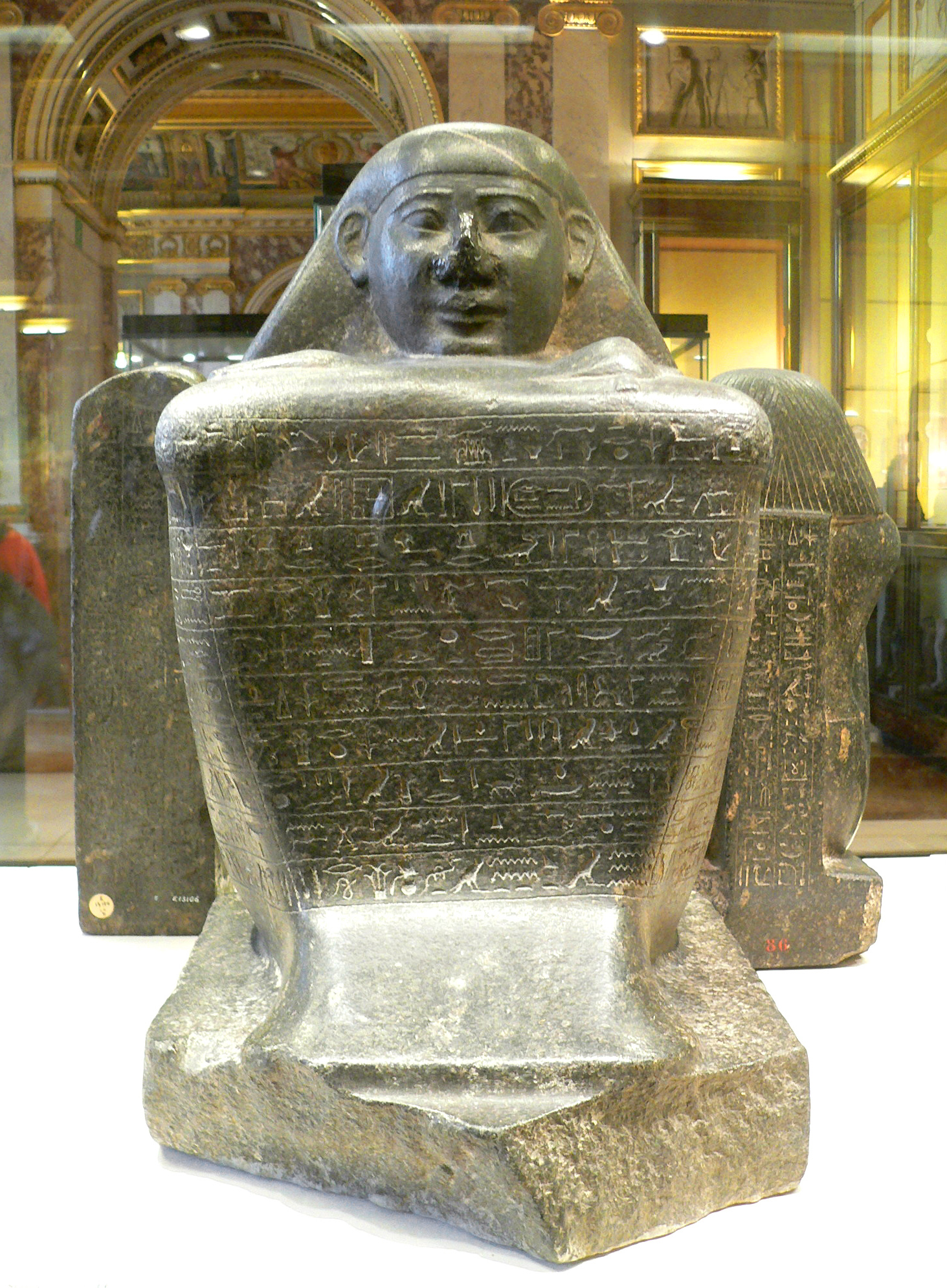
Harwa kockaszobra a Louvre-ban

Harwa ókori egyiptomi hivatalnok volt a XXV. dinasztia idején, Ámon isteni feleségének, I. Amenirdisznek a fő háznagya.
Sírja, a TT37 El-Asszaszifben található, amely a thébai nekropolisz része, a Nílus nyugati partján, Luxorral szemben. A sírt olasz régészek kezdték feltárni 1995-ben, Francesco Tiradritti vezetése alatt.
Harwa kockaszobra a Louvre-ban található. Összesen nyolc szobra maradt fenn, ezek ma Kairóban, Asszuánban, Londonban, Párizsban és Lipcsében találhatóak. Egy mészkő usébtije, melyet sírjában találtak 1997-ben, kezében uralkodói jelképekkel ábrázolja Harwát, ami arra utal, gyakorlatilag királyi hatalommal bírt.

## Fordítás
- Ez a szócikk részben vagy egészben  a   Harwa című angol Wikipédia-szócikk ezen változatának fordításán alapul.  Az eredeti cikk szerkesztőit annak laptörténete sorolja fel. Ez a jelzés csupán a megfogalmazás eredetét és a szerzői jogokat jelzi, nem szolgál a cikkben szereplő információk forrásmegjelöléseként.